# Afrobaetodes berneri
Afrobaetodes berneri is een haft uit de familie Baetidae. De wetenschappelijke naam van de soort is voor het eerst geldig gepubliceerd in 1970 door Demoulin.
De soort komt voor in het Afrotropisch gebied.